# Franz Xaver Hofer
Franz Xaver Hofer (* 24. November 1942 in Niederwaldkirchen; † 9. Juli 2012 in Rainbach im Innkreis) war ein österreichischer Schriftsteller und Kunstkenner.

## Leben und Wirken
Hofer verbrachte seine Kindheit auf einem Mühlviertler Bauernhof, maturierte am Gymnasium in Stift Schlierbach und absolvierte die Lehrerausbildung in Klagenfurt. Von 1966 bis 2000 war er als Lehrer tätig. Er war Mitglied der IG Autorinnen Autoren und der Grazer Autorinnen Autorenversammlung.
Als Autor schrieb er Prosaerzählungen, Essays, Lyrik, Dramen und Drehbücher. Er war Autor und später auch Redaktionsmitglied der oberösterreichischen Literaturzeitschrift Die Rampe, 1980 gründete er mit Gerwald Sonnberger und anderen die Kulturzeitschrift Landstrich mit Sitz in Brunnenthal, wo er bis zu seinem Tod als Redakteur mitwirkte. Hofer und seine Frau waren ab 1998 Mitglied des Vereins, der sich um die Renovierung des Wohn- und Atelierhauses von Margret Bilger und Hans Joachim Breustedt in Taufkirchen an der Pram verdient machte.
Er war ab 1972 mit der Malerin Helga Hofer verheiratet, war Vater von drei Kindern und lebte von 1976 bis zu seinem Tod in Rainbach.

## Publikationen
Texte zur Bildenden Kunst
- Margret Bilger als Zeichnerin, in: Katalog der Oberösterreichischen Landesausstellung, Schlierbach, 1975
- Hans Breustedt, Auswahl und Vorwort, in: Katalog einer Kollektivausstellung im Ursulinenhof, Linz, 1976
- Alois Riedl  Katalog der Kulturpreisträger des Landes Oberösterreich, Kammerhofgalerie, Gmunden, 1977
- Hans Joachim Breustedt, Katalog der Landesausstellung, Kammerhofgalerie, Gmunden, 1981
- Das Land der Seele suchend, zu den Zeichnungen von Margret Bilger, Katalog des Museums Rupertinum, 1988
- G. PH. Wörlen, Biografischer Abriß, Katalog des Museums Moderner Kunst, Passau, 1990
- Paula Deppe  Überlegungen zu den Porträts, in: Landstrich 8 und 9, Schärding, 1987, Passau 1991
- Woran Der Fels zerbrach  Künstlergemeinschaft der Fels (Franz Bronstert, Carry Hauser, Fritz Fuhrken, Reinhard Hilker, Georg Philipp Wörlen), in: Landstrich 15, Passau, 1991
- Die Papiere des Pino Guzzonato, Katalog in Deutsch und Italienisch, Edition Grenzgänger, Hamburg, 1994
- Das Netzwerk der Sinne, Katalog in Deutsch und Italienisch zu Georg Stifter, Hamburg, 1995
- Staub und Erden, Katalog in Deutsch und Italienisch zu Gerold Leitner, Hamburg, 1995
- Josef Čapak, Katalogtext in Tschechisch und Deutsch, Schiele-Museum, Český Krumlov, 1996
- Fünf Frauen, ein kleiner Roman  Katalog zur Ausstellung Bild der Frau (mit C. Bauer, Helga Hofer, Marion Kilianowitsch, I. Oldenburg), Deggendorf, 1999
- Wellen und Netze, Katalog in Deutsch und Italienisch zu Edda Seidl-Reiter und Erwin Reiter, Hamburg, 2000
- Hadwig Schubert – Landschaft, Glück und Paradies, in: Vernissage, 6, 99, Katalog, Aspach, 2004
- Stifter x 3  Katalog in Deutsch und Italienisch, Texte zu Alfred Stifter, Georg Stifter und Wolfgang Stifter, Hamburg, 2006

Erzählungen
- Der Sohn des Faßbinders, Passau, 1985
- Der Kentaur, mit Zeichnungen von Margret Bilger, in: Landstrich, Museum Moderner Kunst Passau, 1991
- Die Notwehr des Herakles, Linz, 1993
- Sigmund oder Die Stimme am Ohr, Aspach, 1999
- Sigmund oder Die Kälte, Passau 2013

Romane
- Valeries Partitur, Linz, 1996
- Immer werde ich ein wenig anders sein als der, den ich beschreibe, Eindrücke aus Kindheit und Jugend, Passau, 2014
- Die Reisen des Nico Landmann, Aspach, 2004

Gedichte
- Schnee / Seele, Aspach, 1999
- Flammengrün, mit Zeichnungen von Helga Hofer, Aspach, 2001
- Flora – Pflanzenportraits, lyrische Texte, mit Bildern von Helga Hofer, Aspach, 2005
- Das Ich im Freien, Lyrischer Kalender, mit Holzschnitten von Herbert Friedl, Edition Landstrichextra, Brunnenthal, 2007
- Leo, Gedichte, Passau 2011
- Augenabschied, Gedichte, Edition Landstrichextra, Brunnenthal, 2007

Hörspiele/Drehbücher
- Sprachgestört, Linz, 1976, im Rahmen des Bundesländerwettbewerbs 1976 unter der Regie von Fritz Lehner[1]
- Orest – wer ist das?, Hörspiel, ORF
- Der Tod eines Lehrling, dramatisierte Erzählung, Regie: Ferry Bauer, Hörspiel, ORF

Dramen
- Orestie 72, Drama, Uraufführung Scharnstein, 1972

Beiträge in der Literaturzeitschrift Die Rampe
- Der Tod eines Lehrlings, Erzählung, Linz, 1981

## Medien
- Diana Weidlinger: Ich wusste es sofort: Das ist der Mann meines Lebens. In: Oberösterreichische Nachrichten vom 19. August 2010
- Bernhard Widder: Ich halte mich vom Denken ab. In: Wiener Zeitung vom 28. Juni 2013
- Erich Hackl: Ordentlich durcheinander auf dem Boden. In: Die Presse vom 18. Oktober 2013
- Franz Xaver Hofer in Premiere. Radiosendung von Radio Oberösterreich vom 4. April 2015